# Катастрофа на „Либърейтър AL523“ в Гибралтар през 1943 г.
На 4 юли 1943 г. самолет „Либърейтър II“ се разбива близо до Гибралтар малко след излитане и убива 17 от всички 18 пътници и екипаж на борда на машината. Сред жертвите са няколко висши полски военни лидери, включително генерал Владислав Шикорски, който е главнокомандващ на полската армия и министър-председател на полското правителство в изгнание. Единствено пилотът на самолета оцелява.
Тялото на Владислав Шикорски е транспортирано до Великобритания, където е и погребано на 16 юли същата година в полско военно гробище в Нюарк он Трент, Англия. Уинстън Чърчил произнася реч на погребението.
Катастрофата е определена като инцидент, но заключението предизвиква спорове относно смъртта на Владислав Шикорски, като са представени няколко алтернативни теории. Катастрофата бележи повратна точка за полското влияние сред англо-американските съюзници през Втората световна война. Владислав Шикорски е най-престижният лидер на полските изгнаници и това е сериозен удар за полската кауза, тъй като нито един поляк след него не постига голямо влияние сред съюзническите политици.